# Yuri Alvear
Yuri Alvear Orjuela (Jamundí, 29 maart 1986) is een Colombiaans judoka, die haar vaderland driemaal op rij vertegenwoordigde bij de Olympische Spelen: in 2008 (Peking), 2012 (Londen) en 2016 (Rio de Janeiro). Bij dat voorlaatste toernooi won ze een bronzen medaille op woensdag 1 augustus 2012 in de klasse tot 70 kilogram, net als de Nederlandse Edith Bosch. Alvear was in de herkansingen te sterk voor achtereenvolgens Raša Sraka (Slovenië) en Fei Chen (China). Vier jaar later bereikte Alvear de olympische finale in Rio de Janeiro, waar ze in de eindstrijd haar meerdere moest erkennen in de Japanse Haruka Tachimoto.

## Erelijst

### Olympische Spelen
- 2012 – Londen, Verenigd Koninkrijk (– 70 kg)
- 2016 – Rio de Janeiro, Brazilië (– 70 kg)

### Wereldkampioenschappen
- 2009 – Rotterdam, Nederland (– 70 kg)
- 2013 – Rio de Janeiro, Brazilie (– 70 kg)
- 2014 – Chelyabinsk, Rusland (– 70 kg)
- 2015 – Astana, Kazachstan (– 70 kg)
- 2017 – Boedapest, Hongarije (– 70 kg)
- 2018 – Bakoe, Azerbeidzjan (– 70 kg)

### Pan-Amerikaanse Spelen
- 2007 – Rio de Janeiro, Brazilië (– 70 kg)
- 2011 – Guadalajara, Mexico (– 70 kg)
- 2015 – Mississauga, Canada (– 70 kg)
- 2019 – Lima, Peru (– 70 kg)

### Pan-Amerikaanse kampioenschappen
- 2007 – Montreal, Canada (– 70 kg)
- 2008 – Miami, Verenigde Staten (– 70 kg)
- 2009 – Buenos Aires, Argentinië (– 70 kg)
- 2011 – Guadalajara, Mexico (– 70 kg)
- 2013 – San José, Costa Rica (– 70 kg)
- 2014 – Guayaquil, Ecuador (– 70 kg)
- 2015 – Edmonton, Canada (– 70 kg)
- 2016 – Havana, Cuba (– 70 kg)
- 2017 – Panama-Stad, Panama (– 70 kg)
- 2018 – San José, Costa Rica (– 70 kg)

### Zuid-Amerikaanse Spelen
- 2006 – Buenos Aires, Argentinië (– 63 kg)
- 2010 – Medellín, Colombia (– 70 kg)
- 2014 – Santiago, Chili (– 70 kg)
- 2018 – Cochabamba, Bolivia (– 70 kg)